# Martina Stoessel
Martina Stoessel Muzlera også kendt som Tini Stoessel (født 21. marts 1997 i Buenos Aires, Argentina) er en argentinsk sanger og skuespillerinde, kendt for rollen som Violetta Castillo i tv-serien Violetta, der blev sendt på Disney Channel.
Hun er datter af Alejandro Stoessel, som er filmproducer og Mariana Stoessel Muzlera. Hun har en storebror (Francisco), som er model og dj. I 2007 var Tini også med i en argentinsk serie Patito Feo som hendes far stod bag hvor hun spillede Anna.
Hun har været kærester med den argentinske skuespiller, sanger Peter Lanzani. Parret slog op i slutningen af 2015.  Hun er nu kærester med den spanske model Pepe Barroso Silva, de mødtes da han skulle spille hendes kæreste i hendes musikvideo til "great escape". De har været sammen siden 5/5 2016.

## Violetta
I 2012 blev Martina udtaget til at spille rollen som Violetta i Disney Channels nye serie med samme navn.
Violetta mistede sin mor som 5-årig og bor derfor sammen med sin far, der foruden at have en stor formue, også er overbeskyttende. Hun opdager musikskolen Studio 21 (senere Studio on Beat) hvor hun kan udvikle sig som sanger og musiker. Her møder hun mange forskellige mennesker, der får betydning for historien i serien.

## Solokarriere
I 2015 skrev Stoessel pladekontrakt med Hollywood Records, som den første argentinske kunstner nogensinde.. I marts 2016 afsluttede hun indspilningen af albummet. Albummet med titlen Tini blev udgivet 29. april 2016. 
Hun er for tiden på sin debutturné "TINI - Got Me Started Tour"